# Trasmonte (Las Regueras)
Trasmonte (en asturiano y oficialmente, Tresmonte) es una parroquia del concejo asturiano de Las Regueras. Su templo parroquial está dedicado a San Juan. Alberga una población de 308 habitantes (2011) y ocupa una extensión de 12.33 km².

## Localidades
Entidades de población que forman parte de la parroquia (nombres oficiales y en asturiano entre paréntesis):
- Agüera
- Cogollo (Cogollu)
- Granda
- Landrio (Llandriu)
- Las Cruces (Les Cruces)
- Pravia
- Premió